# Monte Veronese
El Monte Veronese és un formatge de pasta premsada semicuita elaborat amb llet de vaca als Monti Lessini, a la província de Verona, regió del Vèneto.
Des de juliol de 1996 en l'àmbit europeu, el Monte Veronese va ser reconegut amb la DOP.
Deu el seu nom a la zona on es produeix, els turons i les muntanyes veroneses. La llet utilitzada prové exclusivament de granges situades als Dolomites.
El formatge té dues versions segons el tipus de llet i l'envelliment:
- El tendre (Monte Veronese latte intero), per al qual s'utilitza llet sencera amb una maduració d'entre 25 i 40 dies. És un formatge de taula de pasta blanca lleugerament foradada, de sabor dolç, per consumir en tres mesos.
- El madurat (Monte Veronese d'Allevo), fet amb llet semidesnatada amb una maduració d'entre 6 i 24 mesos. En aquest els ulls són més marcats, amb sabor intens que tendeix a picar amb el temps.[3]